# Aderus hansaensis
Aderus hansaensis é uma espécie de inseto besouro da família Aderidae. Foi descrita cientificamente por Maurice Pic em 1947.

## Distribuição geográfica
Habita no Brasil.